# Apocheima obscura
Apocheima obscura là một loài bướm đêm trong họ Geometridae.